# Franquevielle
Franquevielle est une commune française située dans l'ouest du département de la Haute-Garonne, en région Occitanie. Sur le plan historique et culturel, la commune est dans le pays de Comminges, correspondant à l’ancien comté de Comminges, circonscription de la province de Gascogne située sur les départements actuels du Gers, de la Haute-Garonne, des Hautes-Pyrénées et de l'Ariège.
Exposée à un climat océanique altéré, elle est drainée par la Louge, la Noue, le canal de Franquevielle à Cardeilhac, la Saügle, et par divers autres petits cours d'eau. La commune possède un patrimoine naturel remarquable composé de trois zones naturelles d'intérêt écologique, faunistique et floristique.
Franquevielle est une commune rurale qui compte 328 habitants en 2022, après avoir connu un pic de population de 853 habitants en 1872. Elle fait partie de l'aire d'attraction de Saint-Gaudens. Ses habitants sont appelés les Franqueviellois ou  Franquevielloises.

## Géographie

### Localisation
1. Carte dynamique
2. Carte Openstreetmap
3. Carte topographique
4. Carte avec les communes environnantes

La commune de Franquevielle se trouve dans le département de la Haute-Garonne, en région Occitanie.
Elle se situe à 90 km à vol d'oiseau de Toulouse, préfecture du département, et à 16 km de Saint-Gaudens, sous-préfecture.
Les communes les plus proches sont : 
Sédeilhac (2,6 km), Les Tourreilles (3,0 km), Villeneuve-Lécussan (3,2 km), Loudet (3,4 km), Lécussan (3,8 km), Cuguron (4,1 km), Saint-Plancard (5,0 km), Cazaril-Tambourès (5,5 km).

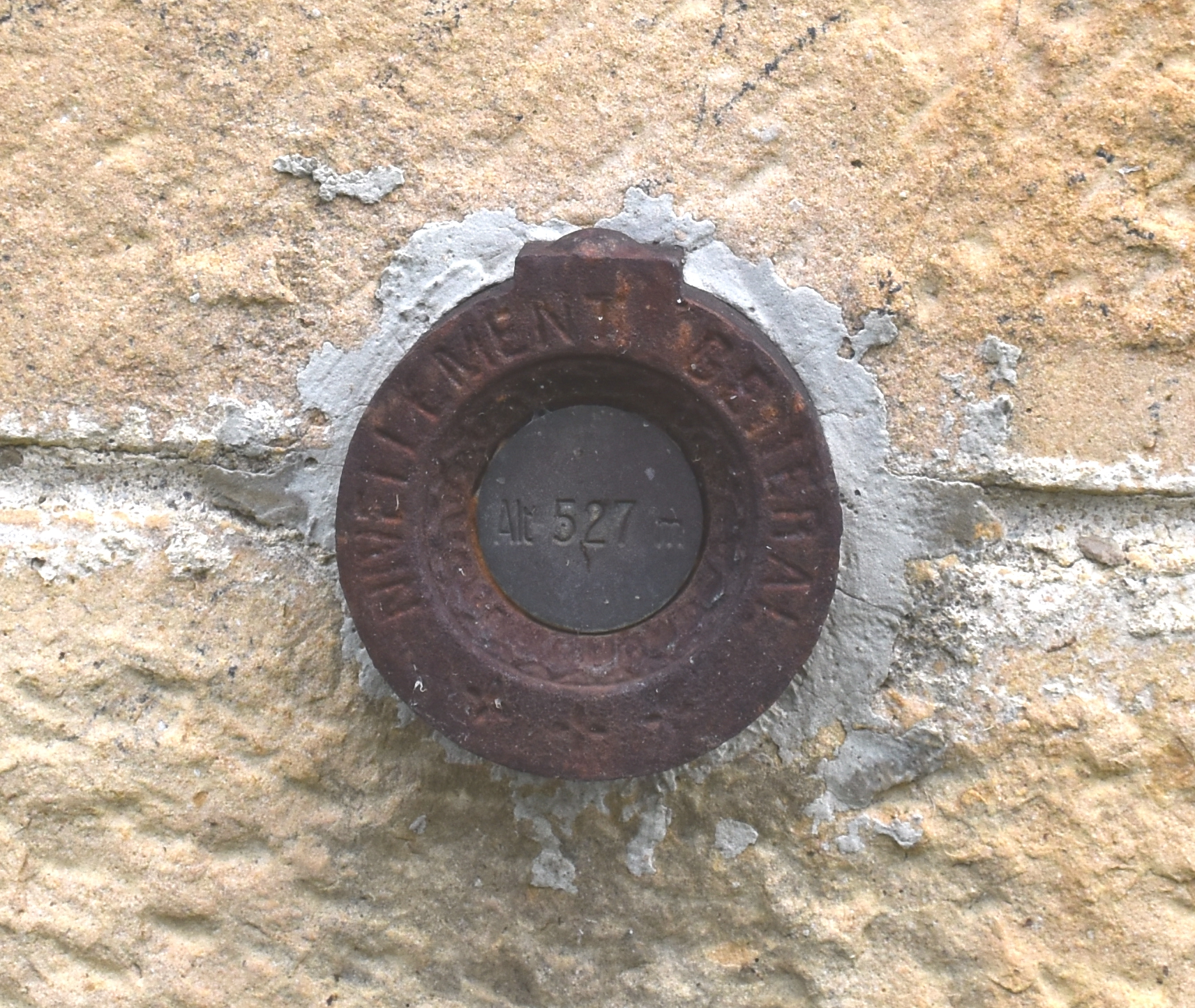
Borne de nivellement sur l'église - Altitude 527 m.

Sur le plan historique et culturel, Franquevielle fait partie du pays de Comminges, correspondant à l’ancien comté de Comminges, circonscription de la province de Gascogne située sur les départements actuels du Gers, de la Haute-Garonne, des Hautes-Pyrénées et de l'Ariège.
Les communes limitrophes sont  Cuguron, Les Tourreilles, Loudet, Ponlat-Taillebourg, Sédeilhac et Villeneuve-Lécussan.
|                     | Sédeilhac       |                               |
| Villeneuve-Lécussan | Franquevielle   | Loudet                        |
| Cuguron             | Les Tourreilles | Ponlat-Taillebourg (sur 50 m) |

### Hydrographie

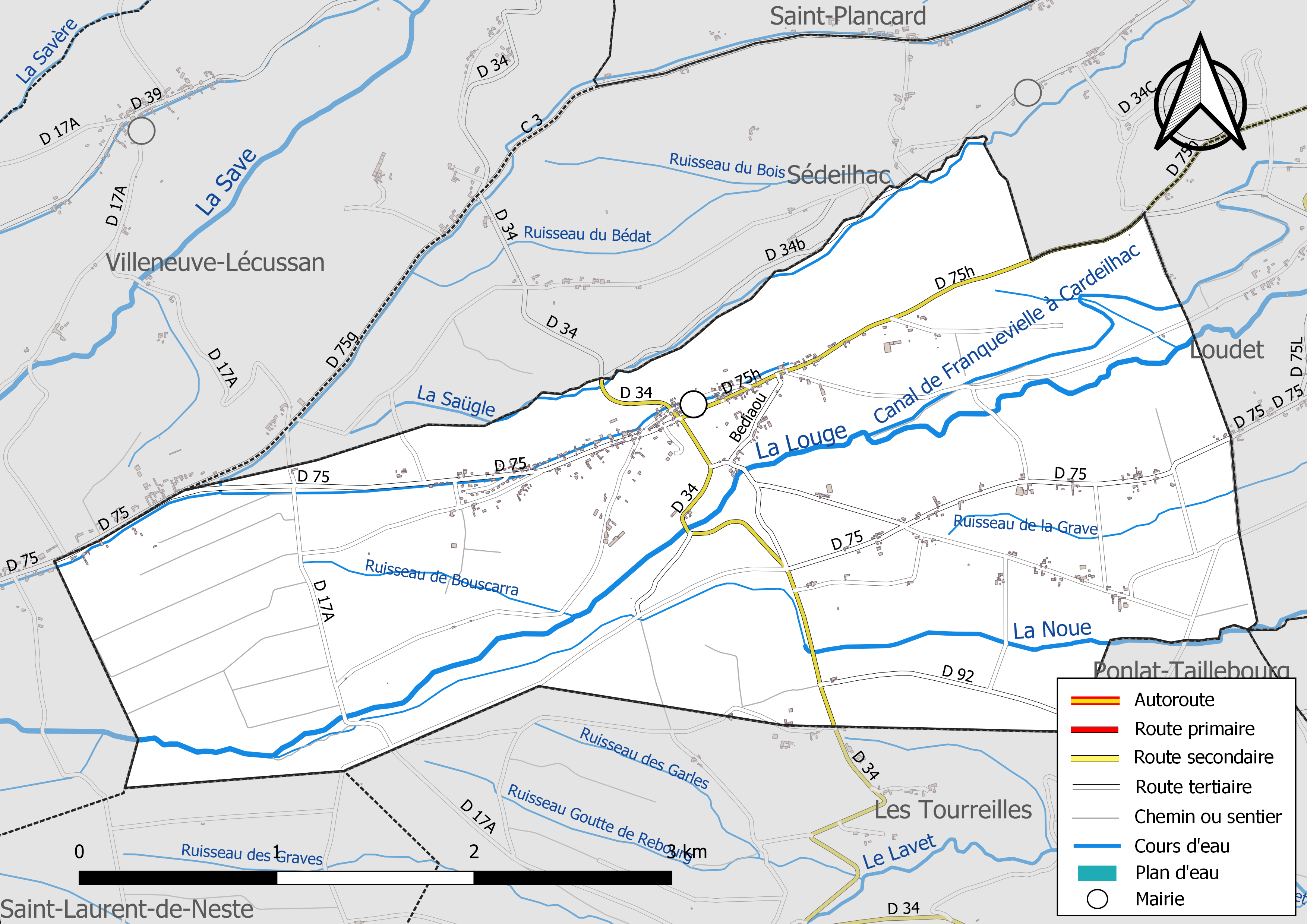
Réseaux hydrographique et routier de Franquevielle.

La commune est dans le bassin de la Garonne, au sein du bassin hydrographique Adour-Garonne. Elle est drainée par la Louge, la Noue, le canal de Franquevielle à Cardeilhac, la Saügle, le ruisseau de Bouscarra le ruisseau de la Grave et par divers petits cours d'eau, constituant un réseau hydrographique de 22 km de longueur totale,.
La Louge, d'une longueur totale de 100 km, prend sa source dans la commune de Villeneuve-Lécussan et s'écoule du sud-ouest vers le nord-est. Elle traverse la commune et se jette dans la Garonne à Muret, après avoir traversé 34 communes.
La Noue, d'une longueur totale de 44,2 km, prend sa source dans la commune et s'écoule d'ouest en est. Il traverse la commune et se jette dans la Garonne à Mancioux, après avoir traversé 17 communes.
Le canal de Franquevielle à Cardeilhac, d'une longueur totale de 23,2 km, prend sa source dans la commune et s'écoule du sud-ouest vers le nord-est. Il traverse la commune et se jette dans la Nère à Cardeilhac, après avoir traversé 7 communes.

### Climat
Pour des articles plus généraux, voir Climat de l'Occitanie et Climat de la Haute-Garonne.
En 2010, le climat de la commune est de type climat océanique dégradé des plaines du Centre et du Nord, selon une étude s'appuyant sur une série de données couvrant la période 1971-2000. En 2020, Météo-France publie une typologie des climats de la France métropolitaine dans laquelle la commune est exposée à un climat de montagne ou de marges de montagne et est dans la région climatique Pyrénées centrales, caractérisée par une pluviométrie annuelle de 1 000 à 1 200 mm.
Pour la période 1971-2000, la température annuelle moyenne est de 11,4 °C, avec une amplitude thermique annuelle de 14,6 °C. Le cumul annuel moyen de précipitations est de 982 mm, avec 9,4 jours de précipitations en janvier et 7,3 jours en juillet. Pour la période 1991-2020, la température moyenne annuelle observée sur la station météorologique la plus proche, située sur la commune de Clarac à 9 km à vol d'oiseau, est de 12,5 °C et le cumul annuel moyen de précipitations est de 804,9 mm,. Pour l'avenir, les paramètres climatiques de la commune estimés pour 2050 selon différents scénarios d'émission de gaz à effet de serre sont consultables sur un site dédié publié par Météo-France en novembre 2022.

### Milieux naturels et biodiversité

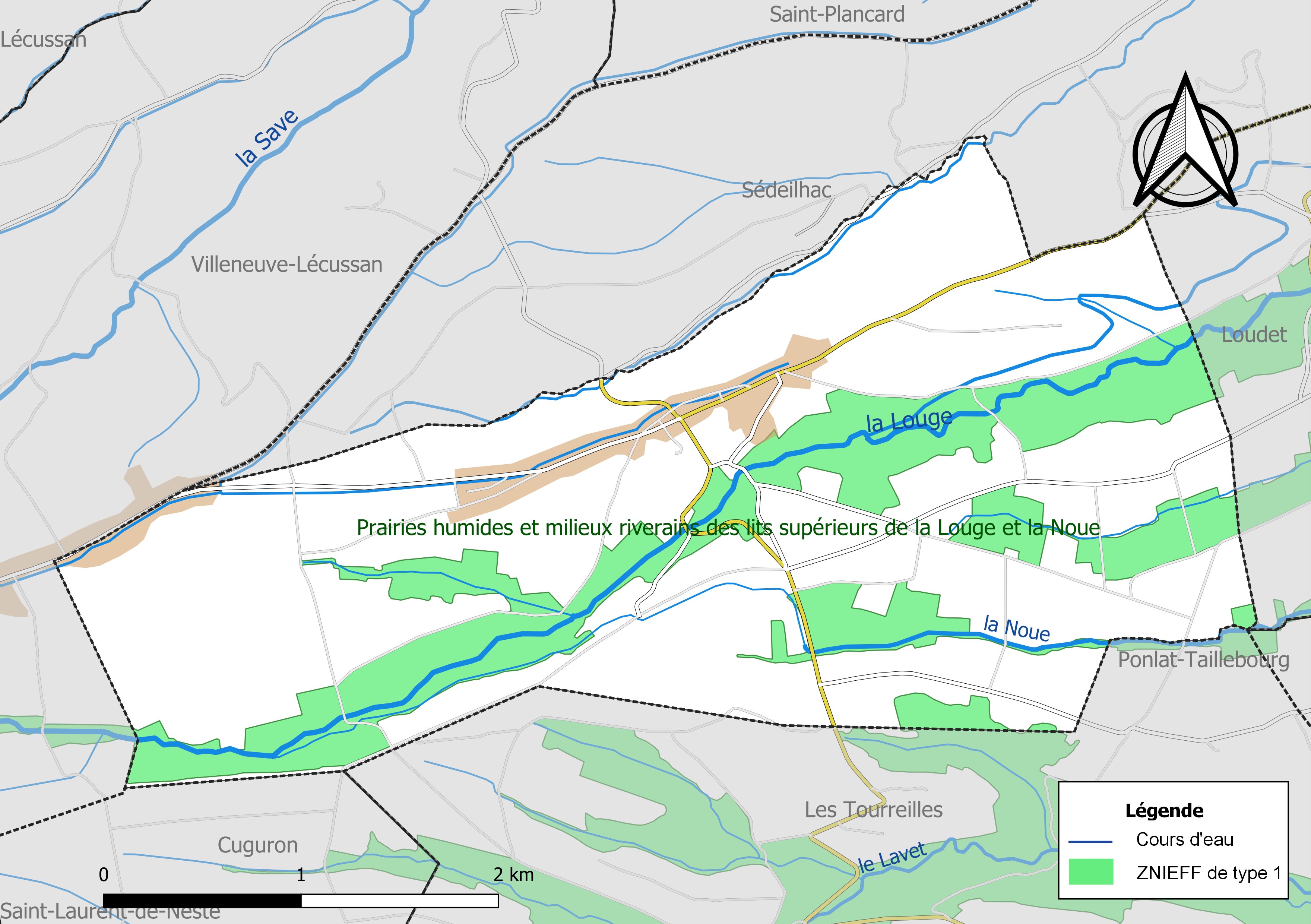
Carte des ZNIEFF de type 1 localisées sur la commune.

L’inventaire des zones naturelles d'intérêt écologique, faunistique et floristique (ZNIEFF) a pour objectif de réaliser une couverture des zones les plus intéressantes sur le plan écologique, essentiellement dans la perspective d’améliorer la connaissance du patrimoine naturel national et de fournir aux différents décideurs un outil d’aide à la prise en compte de l’environnement dans l’aménagement du territoire.
Deux ZNIEFF de type 1 sont recensées sur la commune :
les « prairies humides et milieux riverains des lits supérieurs de la Louge et la Noue » (798 ha), couvrant 7 communes du département et 
les « tourbières, boisements riverains et bocage humide du Lavet » (873 ha), couvrant 9 communes dont six dans la Haute-Garonne et trois dans les Hautes-Pyrénées
et une ZNIEFF de type 2, : 
l'« Amont des bassins de la Louge, de la Save, du Lavet et de la Noue et landes orientales du Lannemezan » (5 833 ha), couvrant 18 communes dont 14 dans la Haute-Garonne et quatre dans les Hautes-Pyrénées.

## Urbanisme

### Typologie
Au 1er janvier 2024, Franquevielle est catégorisée commune rurale à habitat dispersé, selon la nouvelle grille communale de densité à sept niveaux définie par l'Insee en 2022.
Elle est située hors unité urbaine. Par ailleurs la commune fait partie de l'aire d'attraction de Saint-Gaudens, dont elle est une commune de la couronne,. Cette aire, qui regroupe 85 communes, est catégorisée dans les aires de moins de 50 000 habitants,.

### Occupation des sols
L'occupation des sols de la commune, telle qu'elle ressort de la base de données européenne d’occupation biophysique des sols Corine Land Cover (CLC), est marquée par l'importance des territoires agricoles (85,9 % en 2018), une proportion identique à celle de 1990 (85,9 %). La répartition détaillée en 2018 est la suivante : 
zones agricoles hétérogènes (73,8 %), forêts (9,7 %), terres arables (6,6 %), prairies (5,4 %), zones urbanisées (4,4 %). L'évolution de l’occupation des sols de la commune et de ses infrastructures peut être observée sur les différentes représentations cartographiques du territoire : la carte de Cassini (XVIIIe siècle), la carte d'état-major (1820-1866) et les cartes ou photos aériennes de l'IGN pour la période actuelle (1950 à aujourd'hui).

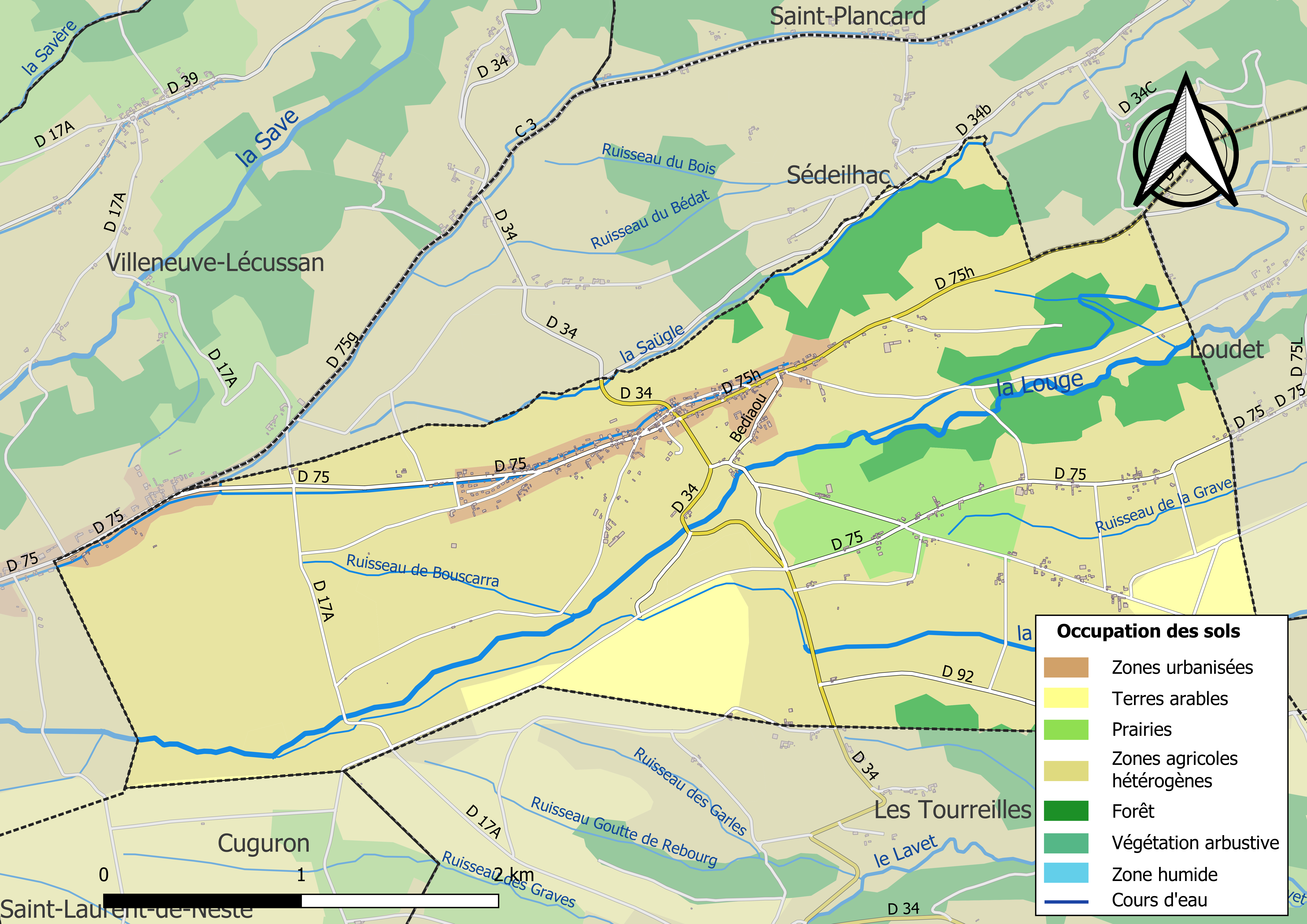
Carte des infrastructures et de l'occupation des sols de la commune en 2018 (CLC).

### Voies de communication et transports
Accès avec la ligne régulière de transport interurbain du réseau Arc-en-ciel (anciennement SEMVAT).

### Risques majeurs
Le territoire de la commune de Franquevielle est vulnérable à différents aléas naturels : météorologiques (tempête, orage, neige, grand froid, canicule ou sécheresse), inondations et séisme (sismicité modérée). Un site publié par le BRGM permet d'évaluer simplement et rapidement les risques d'un bien localisé soit par son adresse soit par le numéro de sa parcelle.
Certaines parties du territoire communal sont susceptibles d’être affectées par le risque d’inondation par débordement de cours d'eau, notamment le Noue et le canal de Franquevielle à Cardeilhac. La commune a été reconnue en état de catastrophe naturelle au titre des dommages causés par les inondations et coulées de boue survenues en 1982, 1999 et 2009,.

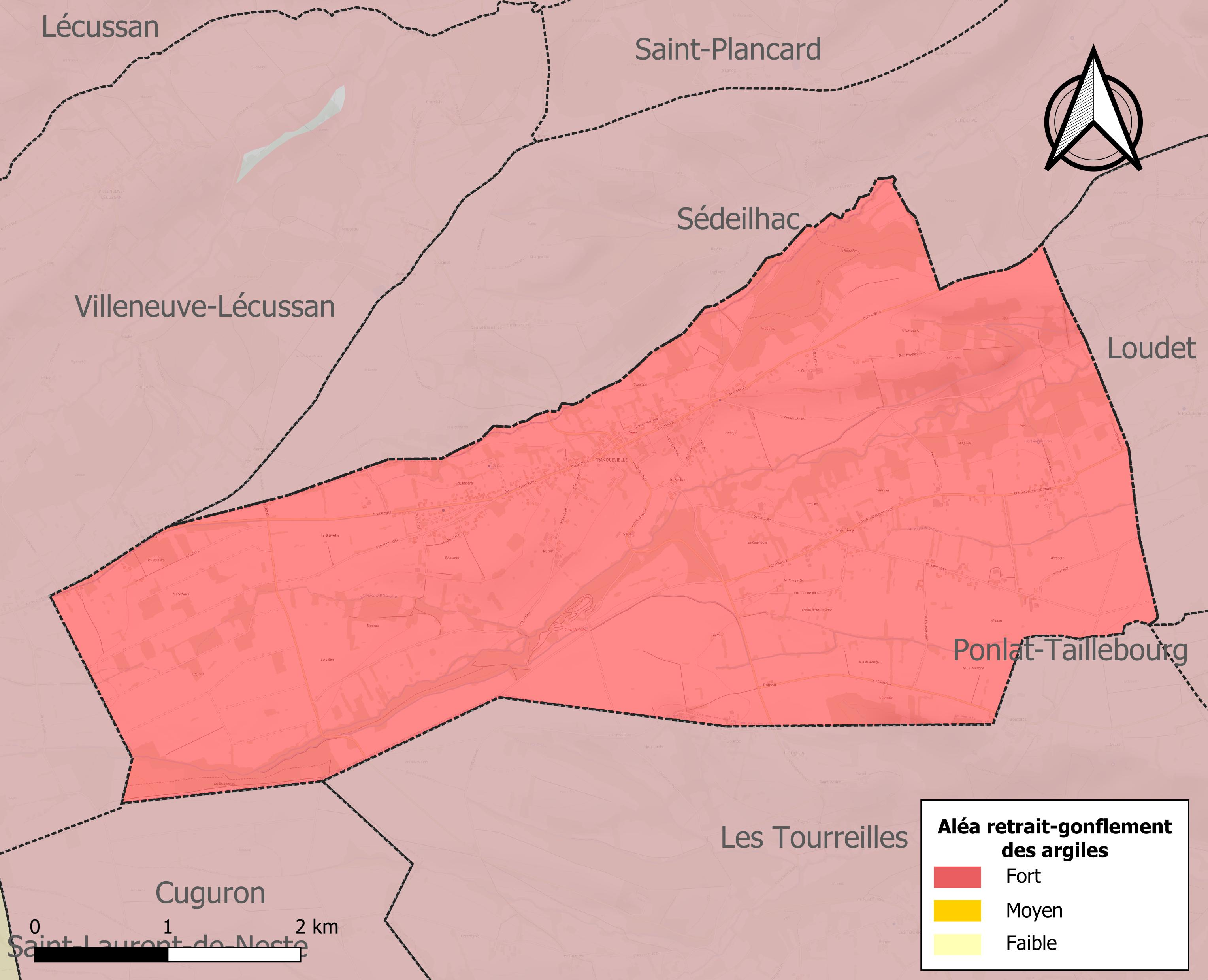
Carte des zones d'aléa retrait-gonflement des sols argileux de Franquevielle.

Le retrait-gonflement des sols argileux est susceptible d'engendrer des dommages importants aux bâtiments en cas d’alternance de périodes de sécheresse et de pluie. La totalité de la commune est en aléa moyen ou fort (88,8 % au niveau départemental et 48,5 % au niveau national). Sur les 202 bâtiments dénombrés sur la commune en 2019, 202 sont en aléa moyen ou fort, soit 100 %, à comparer aux 98 % au niveau départemental et 54 % au niveau national. Une cartographie de l'exposition du territoire national au retrait gonflement des sols argileux est disponible sur le site du BRGM,.
Par ailleurs, afin de mieux appréhender le risque d’affaissement de terrain, l'inventaire national des cavités souterraines permet de localiser celles situées sur la commune.
Concernant les mouvements de terrains, la commune a été reconnue en état de catastrophe naturelle au titre des dommages causés par la sécheresse en 1990 et 1994 et par des mouvements de terrain en 1999.

## Histoire
Par un permis de prospection accordé par l'État en 2006 à la société canadienne Encana, un forage de recherche de gaz de schiste a été opéré en 2007 durant un an à Franquevielle. L'installation destinée à forer le sous-sol jusqu'à 2 600 mètres de profondeur aurait tourné jour et nuit en mobilisant une surface bétonnée de plus d'un hectare. Le gisement fut alors déclaré insuffisant pour être exploité.
Ce forage prospectif, conjointement à celui mené à Mérigon en Ariège, autorisés discrètement par l'État, contribueront à la vive controverse sur ce type d'énergie fossile et ses modes d'extraction. La loi Jacob du 13 juillet 2011 interdira l'exploration et l'exploitation des mines hydrocarbures liquides ou gazeux par fracturation hydraulique.

## Politique et administration

### Rattachements administratifs et électoraux
Commune faisant partie de la huitième circonscription de la Haute-Garonne, de la communauté de communes Cœur et Coteaux du Comminges et du canton de Saint-Gaudens (avant le redécoupage départemental de 2014, Franquevielle faisait partie de l'ex-canton de Montréjeau). Avant le 1er janvier 2017, elle faisait partie de la communauté de communes Nébouzan-Rivière-Verdun. La commune est également membre du SIVOM de Saint-Gaudens Montréjeau Aspet Magnoac.

### Liste des maires
| Période                                  | Période  | Identité         | Étiquette | Qualité                                              |
| ---------------------------------------- | -------- | ---------------- | --------- | ---------------------------------------------------- |
| 1998                                     | 2014     | Pierrette Martin |           |                                                      |
| 2014                                     | En cours | Virginie Nicolas | SE        | fonctionnaire des services judiciaires - catégorie B |
| Les données manquantes sont à compléter. |          |                  |           |                                                      |

## Population et société

### Démographie
| 1793 | 1800 | 1806 | 1821 | 1831 | 1836 | 1841 | 1846 | 1851 |
| ---- | ---- | ---- | ---- | ---- | ---- | ---- | ---- | ---- |
| 740  | 630  | 741  | 671  | 795  | 777  | 798  | 804  | 798  |

| 1856 | 1861 | 1866 | 1872 | 1876 | 1881 | 1886 | 1891 | 1896 |
| ---- | ---- | ---- | ---- | ---- | ---- | ---- | ---- | ---- |
| 840  | 851  | 830  | 853  | 848  | 750  | 843  | 374  | 421  |

| 1901 | 1906 | 1911 | 1921 | 1926 | 1931 | 1936 | 1946 | 1954 |
| ---- | ---- | ---- | ---- | ---- | ---- | ---- | ---- | ---- |
| 717  | 722  | 709  | 573  | 580  | 503  | 498  | 412  | 420  |

| 1962 | 1968 | 1975 | 1982 | 1990 | 1999 | 2004 | 2006 | 2009 |
| ---- | ---- | ---- | ---- | ---- | ---- | ---- | ---- | ---- |
| 433  | 403  | 362  | 379  | 349  | 333  | 344  | 350  | 354  |

| 2014 | 2019 | 2022 | - | - | - | - | - | - |
| ---- | ---- | ---- | - | - | - | - | - | - |
| 331  | 327  | 328  | - | - | - | - | - | - |

| selon la population municipale des années : | 1968 | 1975 | 1982 | 1990 | 1999 | 2006 | 2009 | 2013 |
| Rang de la commune dans le département      | 180  | 207  | 212  | 242  | 272  | 278  | 288  | 302  |
| Nombre de communes du département           | 592  | 582  | 586  | 588  | 588  | 588  | 589  | 589  |

## Économie

### Revenus
En 2018  (données Insee publiées en septembre 2021), la commune compte 162 ménages fiscaux, regroupant 343 personnes. La médiane du revenu disponible par unité de consommation est de 20 970 € (23 140 € dans le département).

### Emploi
|                | 2008  | 2013  | 2018  |
| -------------- | ----- | ----- | ----- |
| Commune        | 7,5 % | 4,5 % | 9,9 % |
| Département    | 7,7 % | 9,6 % | 9,3 % |
| France entière | 8,3 % | 10 %  | 10 %  |

En 2018, la population âgée de 15 à 64 ans s'élève à 183 personnes, parmi lesquelles on compte 77,9 % d'actifs (68 % ayant un emploi et 9,9 % de chômeurs) et 22,1 % d'inactifs,. En  2018, le taux de chômage communal (au sens du recensement) des 15-64 ans est supérieur à celui du département, mais inférieur à celui de la France, alors qu'il était inférieur à celui du département et de la France en 2008.
La commune fait partie de la couronne de l'aire d'attraction de Saint-Gaudens, du fait qu'au moins 15 % des actifs travaillent dans le pôle,. Elle compte 30 emplois en 2018, contre 33 en 2013 et 34 en 2008. Le nombre d'actifs ayant un emploi résidant dans la commune est de 126, soit un indicateur de concentration d'emploi de 24 % et un taux d'activité parmi les 15 ans ou plus de 49,5 %.
Sur ces 126 actifs de 15 ans ou plus ayant un emploi, 21 travaillent dans la commune, soit 17 % des habitants. Pour se rendre au travail, 90,4 % des habitants utilisent un véhicule personnel ou de fonction à quatre roues, 1,6 % les transports en commun, 4 % s'y rendent en deux-roues, à vélo ou à pied et 4 % n'ont pas besoin de transport (travail au domicile).

### Activités hors agriculture
18 établissements sont implantés  à Franquevielle au 31 décembre 2019.
Le secteur de la construction est prépondérant sur la commune puisqu'il représente 38,9 % du nombre total d'établissements de la commune (7 sur les 18 entreprises implantées  à Franquevielle), contre 12 % au niveau départemental.

### Agriculture
La commune est dans les « Coteaux de Gascogne », une petite région agricole occupant une partie ouest du département de la Haute-Garonne, constitué d'un relief de cuestas et de vallées peu profondes, creusés par les rivières issues du massif pyrénéen, avec une activité de polyculture et d’élevage. En 2020, l'orientation technico-économique de l'agriculture  sur la commune est la polyculture et/ou le polyélevage.
|               | 1988 | 2000 | 2010 | 2020 |
| ------------- | ---- | ---- | ---- | ---- |
| Exploitations | 49   | 31   | 25   | 16   |
| SAU (ha)      | 804  | 786  | 843  | 767  |

Le nombre d'exploitations agricoles en activité et ayant leur siège dans la commune est passé de 49 lors du recensement agricole de 1988  à 31 en 2000 puis à 25 en 2010 et enfin à 16 en 2020, soit une baisse de 67 % en 32 ans. Le même mouvement est observé à l'échelle du département qui a perdu pendant cette période 57 % de ses exploitations,. La surface agricole utilisée sur la commune a également diminué, passant de 804 ha en 1988 à 767 ha en 2020. Parallèlement la surface agricole utilisée moyenne par exploitation a augmenté, passant de 16 à 48 ha.

## Culture locale et patrimoine

### Lieux et monuments

#### Franquevielle
- Église Notre-Dame de Franquevielle.
- Monument aux morts.

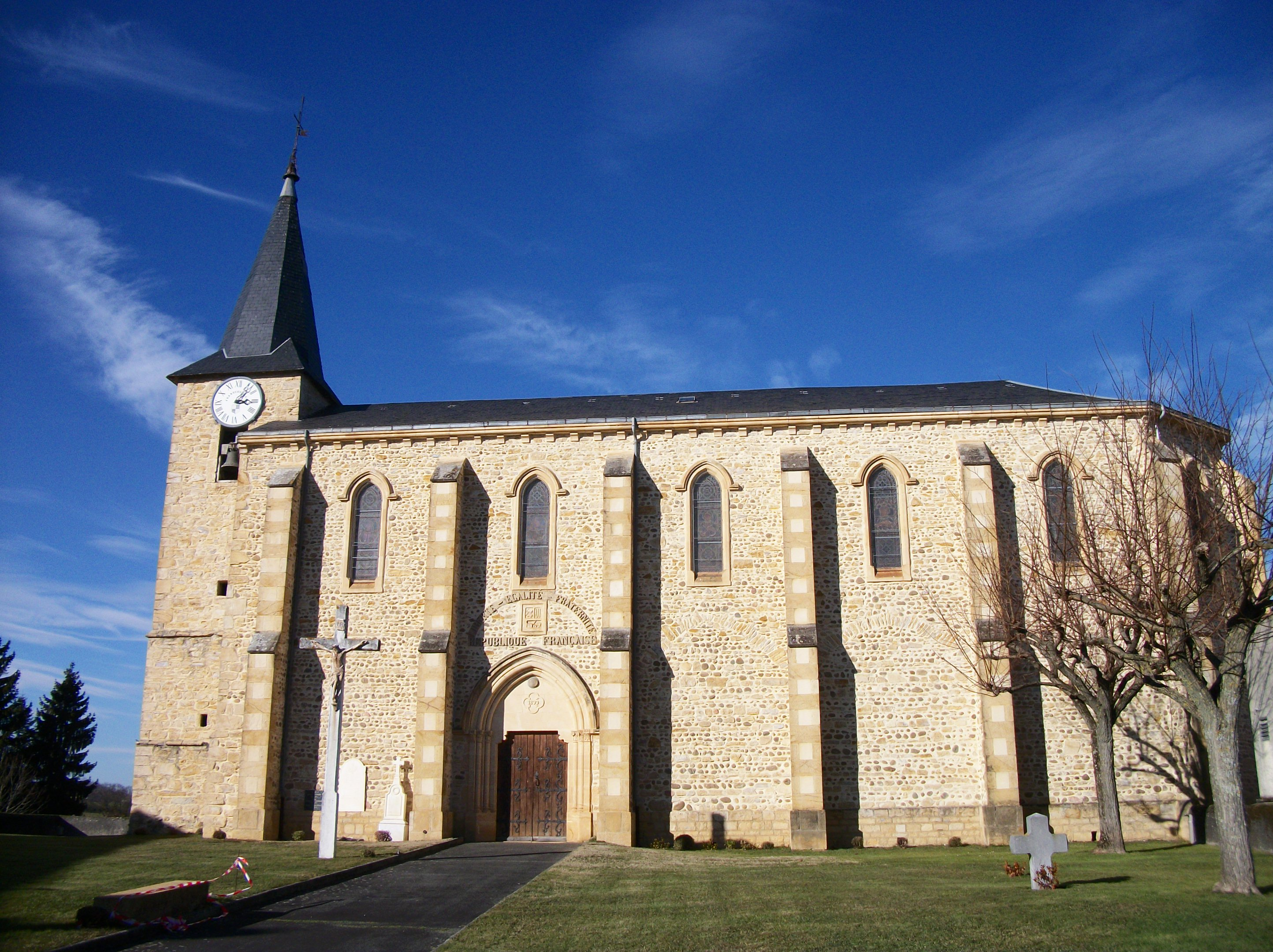
Église Notre-Dame.
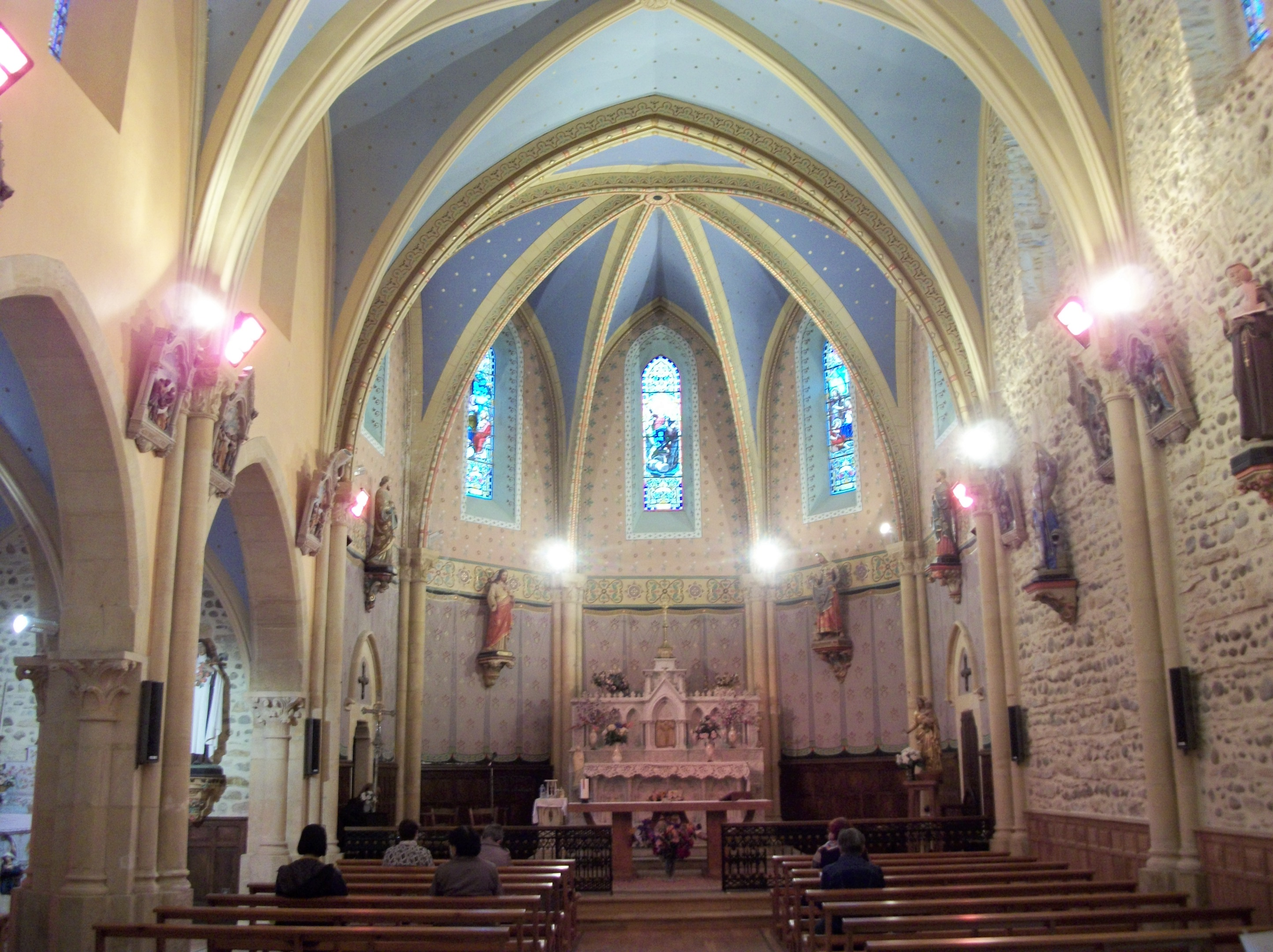
La nef et le chœur de l'église
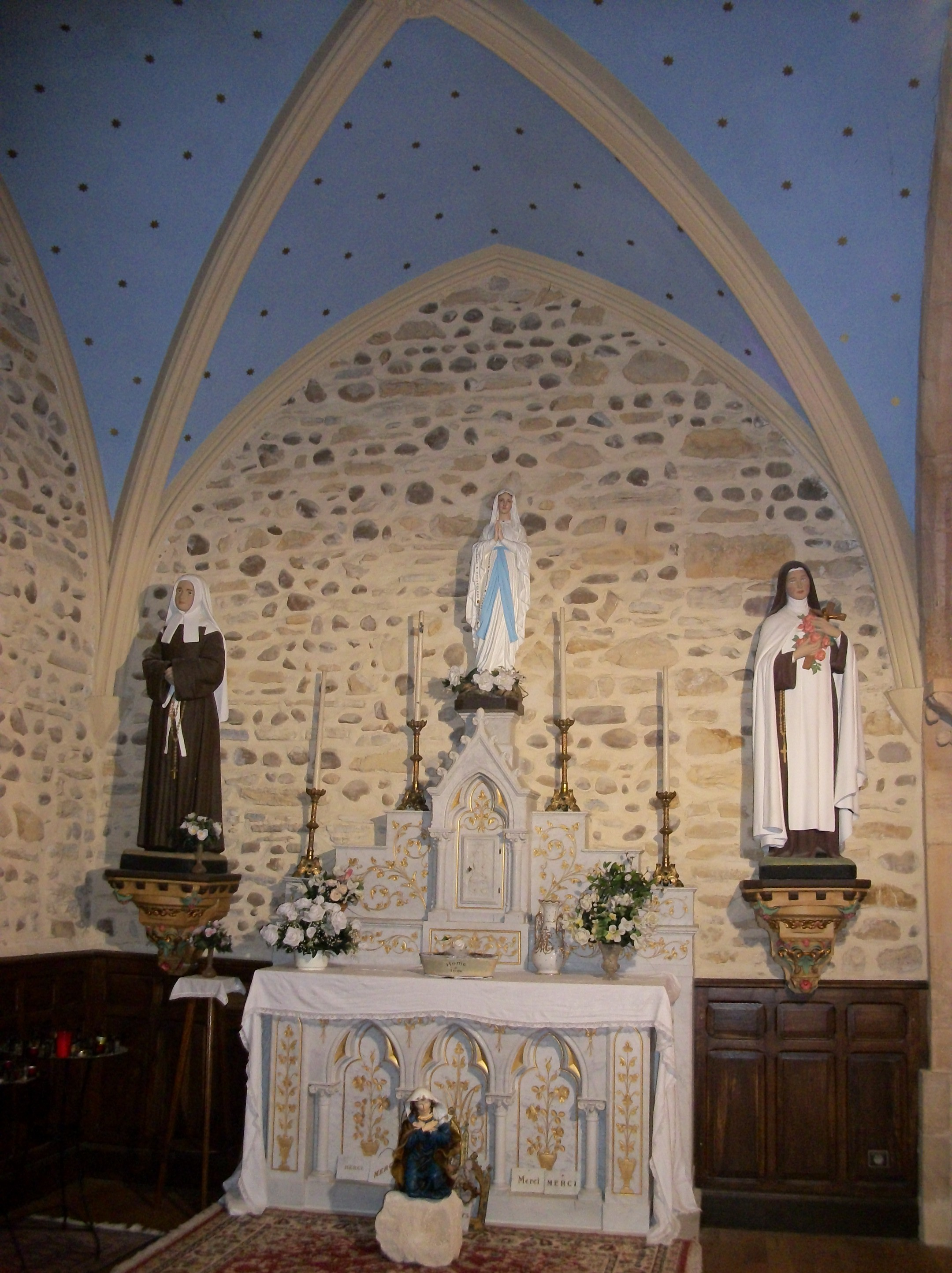
Chapelle de la Vierge Marie
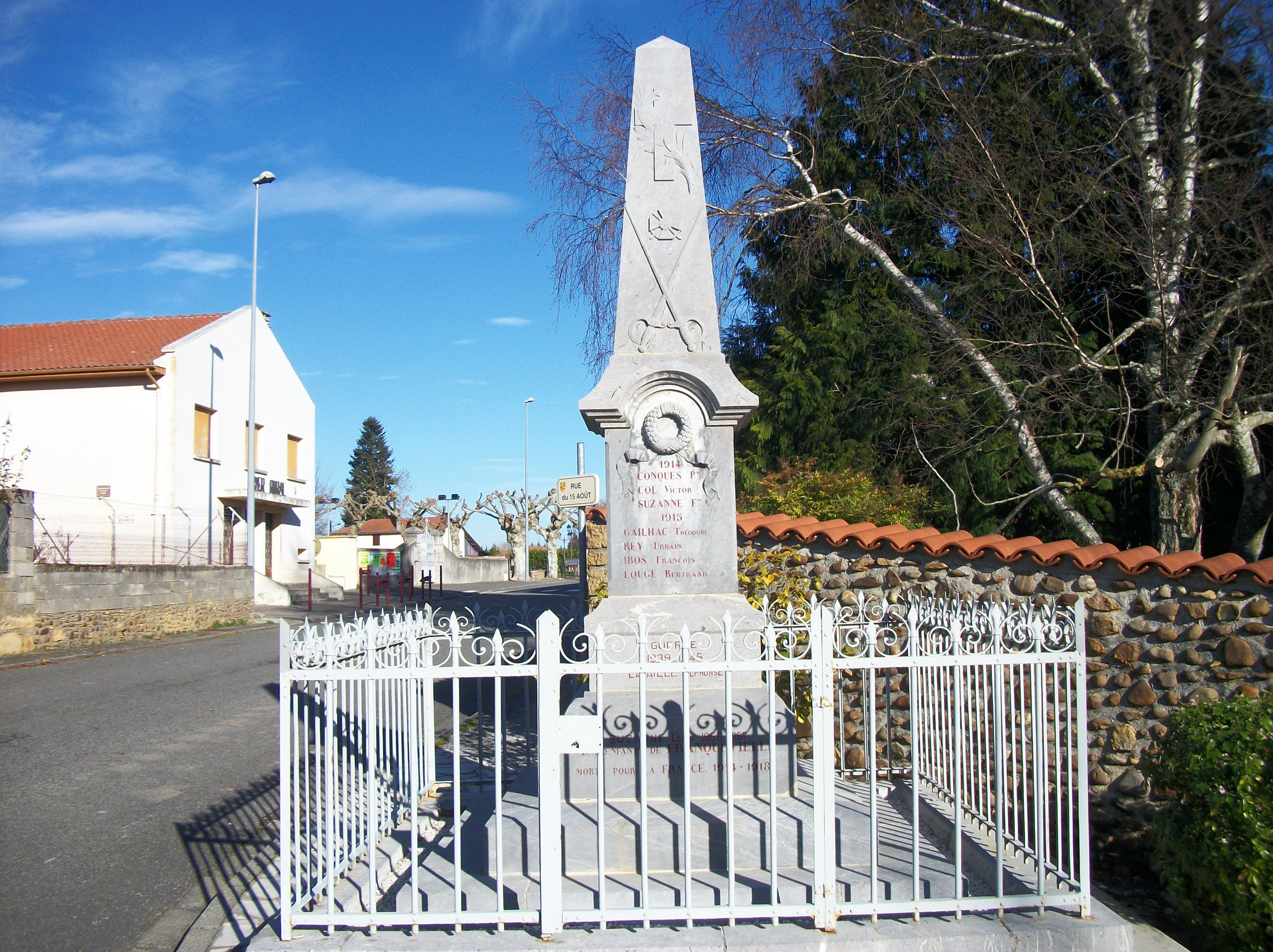
Monument aux morts.
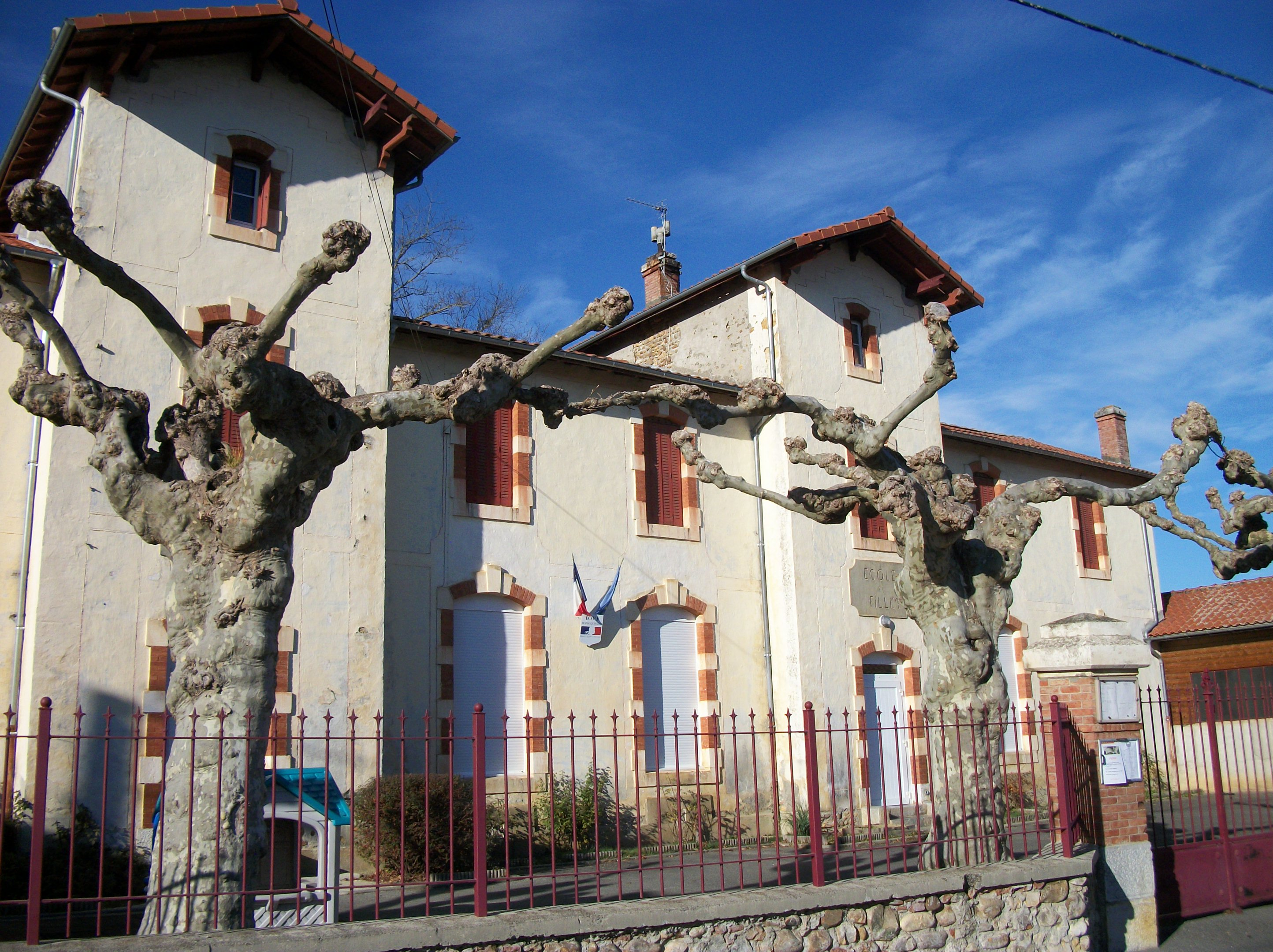
École maternelle.

#### Hameau Le Proupiary

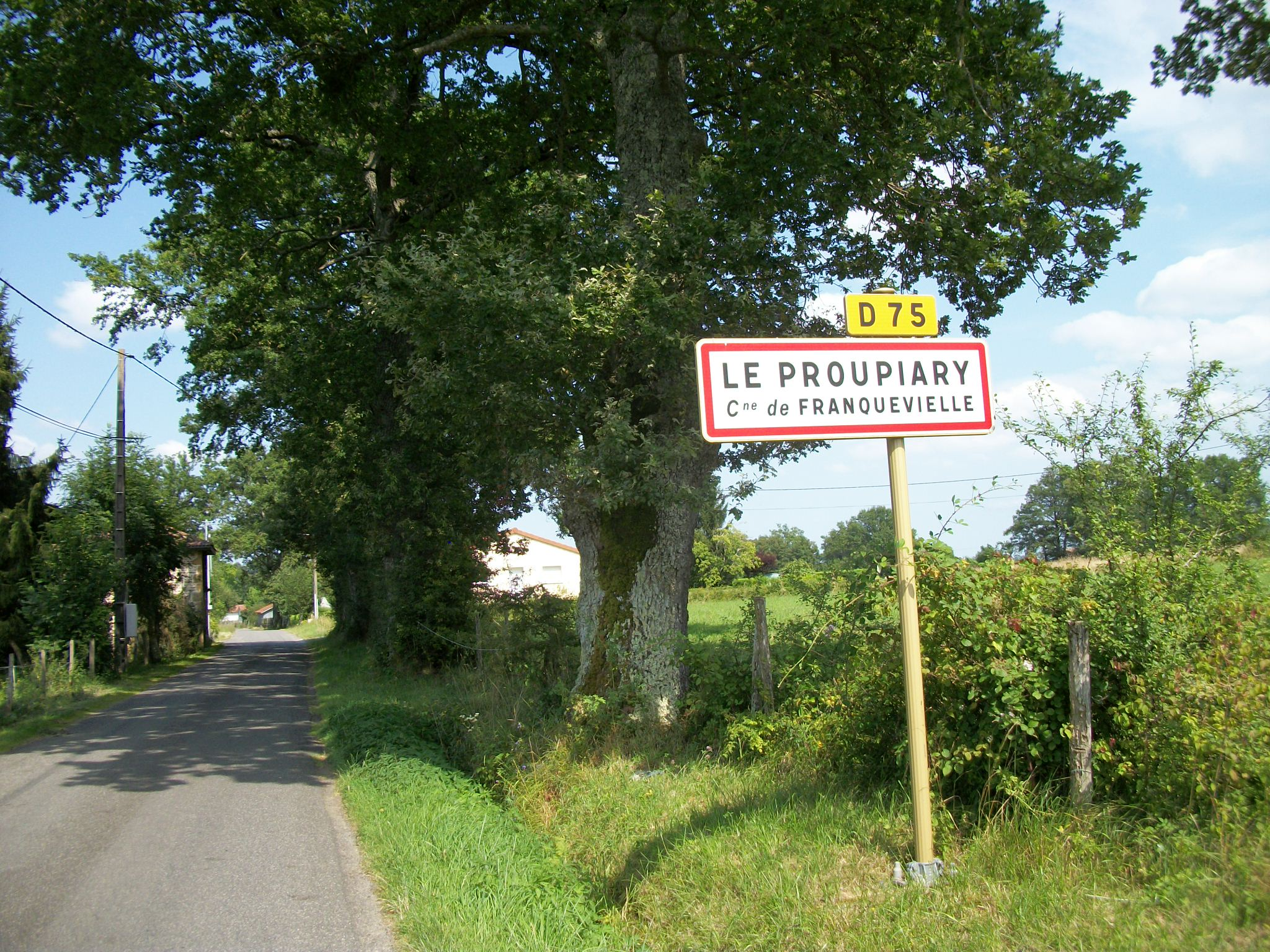
Panneau d'entrée du hameau
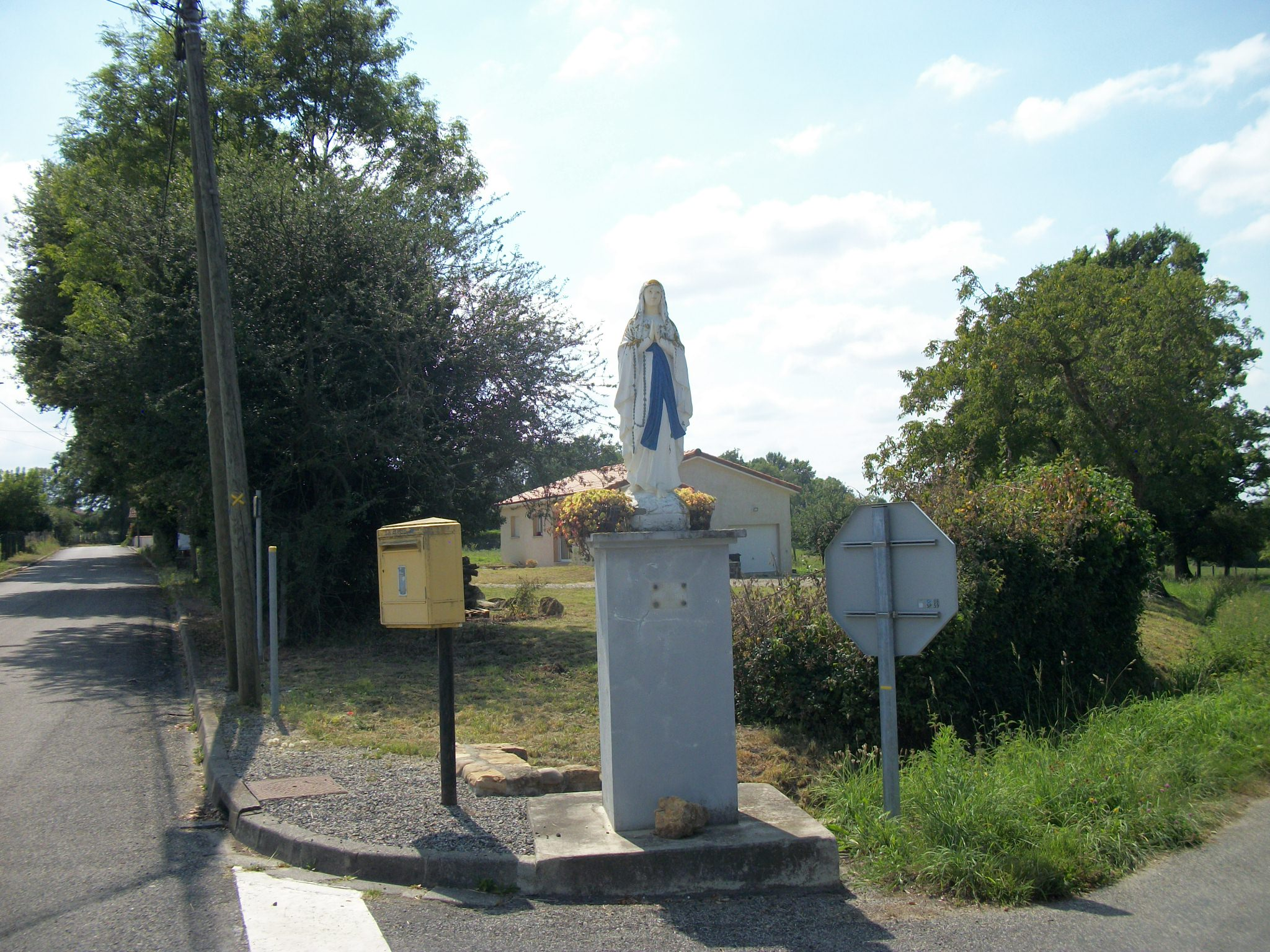
Statue de Notre-Dame de Lourdes
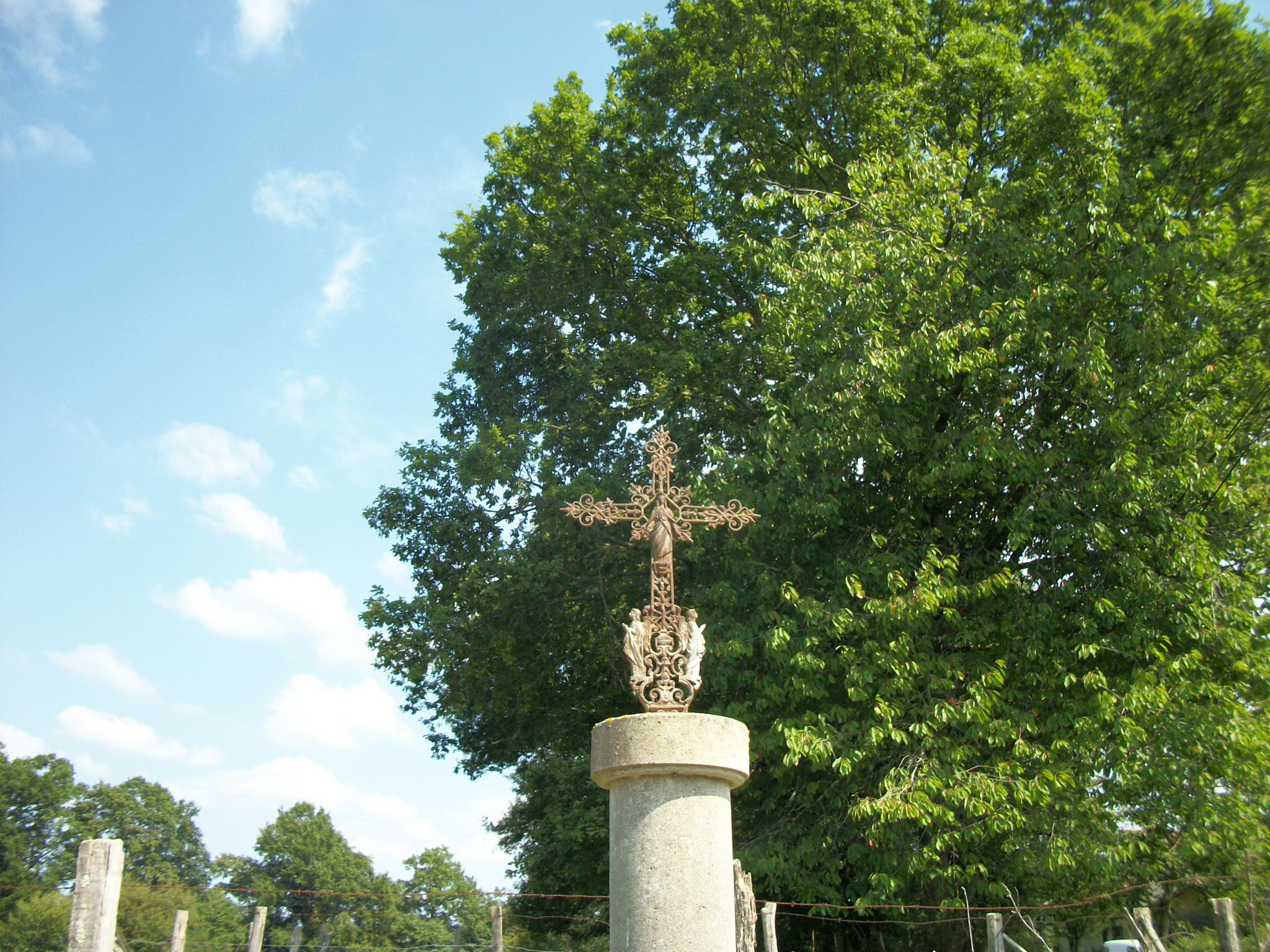
Monument avec une croix en fer forgé. Sur la croix est représentée l'Assomption de Marie, à la base, deux anges en prière

## Vie pratique

### Enseignement
- École maternelle (classe unique) appartenant au regroupement pédagogique intercommunal (Rpi) de Franquevielle - Saint-Plancard - Sédeilhac - Loudet - Cazaril-Tamboures. L'école est située au centre du village et comporte une classe unique de la toute petite section à la grande section. Face à l'école, il y a un jardin pédagogique. Les repas de cantine sont élaborés par le Sivom de Saint-Gaudens. À Franquevielle, la garderie est ouverte de 7h30 jusqu'à 18h40. Elle accueille les élèves de l'école maternelle de Franquevielle et ceux de l'école élémentaire de Saint-Plancard.

Le transport scolaire entre les 5 communes du Rpi est assuré gratuitement par le Département de la Haute-Garonne. En 2020, la commune de Franquevielle a répondu à un appel à projets pour faire de l'école une école numérique innovante.
- Collège du secteur : Bertrand Laralde à Montréjeau
- Lycées d'enseignement général du secteur : Paul Mathou à Gourdan-Polignan, Bagatelle à Saint-Gaudens.

### Activités sportives
- Association sportive franquevielloise (ASF).
- Gymnastique volontaire franquevielloise.
- Club de football Espérance Sportive Franquevielloise (2 équipes masculines).

## Pour approfondir